# 니콜라스 G. 카

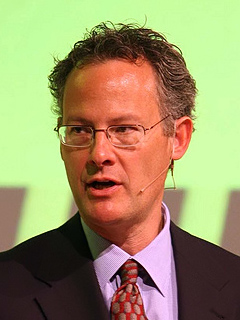

니콜라스 G. 카(Nicholas G. Carr, 1959년 ~ )는 미국의 저널리스트이자 작가로 기술, 비즈니스 및 문화에 관한 책과 기사를 출판했다. 그의 저서 "The Shallows: What the Internet Is Doing to Our Brains"는 2011년 일반 논픽션 부문 퓰리처상 최종 후보에 올랐다.

## 저서
- 생각하지 않는 사람들
- 유리 감옥(The Glass Cage: Automation and Us (2014, W. W. Norton))
- 빅스위치(The Big Switch: Rewiring the World, from Edison to Google)